# Tito Roccatagliata
Tito Roccatagliata (Buenos Aires; 30 de enero de 1891 – ibídem; 7 de octubre de 1925), cuyo nombre de nacimiento era David Roccatagliata, fue un violinista y compositor argentino que se dedicó al género del tango, recordándose en especial su obra Elegante papirusa, retitulada Elegante porteñita en la época de la censura radial en Argentina, entre 1943 y 1949.

## Actividad profesional
En 1908, con el clarinetista Juan Carlos Bazán y el pianista Roberto Firpo integró un trío para música de tango. Al año siguiente comenzó una larga amistad con el bandoneonista Eduardo Arolas. En 1910 actuó con Arturo Bernstein, Juan Carlos Bazán y el pianista Pedro Modesto Ramírez en el Café Oriental de la avenida Entre Ríos. Poco después integró un trío con Arolas y el pianista Agustín Bardi y en 1912 formó un cuarteto con Arolas, el flautista José Gregorio Astudillo y Emilio Fernández, quien tocaba con una guitarra de nueve cuerdas. Acompañó a Arolas, Emilio Fernández y al flautista Vicente Pecci cuando el primero comenzó a grabar en el sello Polifón. En 1913 Roccatagliata formó parte de un trío con Genaro Expósito y Roberto Firpo convertido en cuarteto cuando se agregó Arolas y actuaron en el Armenonville y en el café El Estribo.
Estuvo cuatro años en la orquesta de Firpo, quien al observar su particular estilo incorporó un segundo violín como apoyo armónico que puso a cargo de Agesilao Ferrazzano, un delicado intérprete que contrarrestaba el ímpetu de Tito. Si bien Firpo no fue el creador de esta combinación en la cual los violines dejaron de tocar al unísono y los solos de violín en pizzicato por parte de Tito se insinúan sobre la base de contramelodías de notas largas que improvisaba Ferrazzano, lo cierto es que impuso la modalidad a partir de entonces.
Durante 1915 grabó con el conjunto de Arolas para la discográfica y en 1917 integró la recordada fusión de las orquestas de Canaro y Firpo que actuó en los carnavales del Teatro Colón de Rosario.
En 1916 estuvo en el café La Giralda de Montevideo cuando Firpo estrenó su versión de La cumparsita en la cual había agregado a aquella primera composición del joven Gerardo Matos Rodríguez una contramelodía para dos violines.
Al regreso a Buenos Aires trabajaron en el Palais de Glace y Roccatagliata dejó la orquesta y se fue con Arolas. El trío Arolas-Tito Roccatagliata-Juan Carlos Cobián actuó en el cabaré Montmartre de la avenida Corrientes 1436, en el L’Abbaye de Esmeralda 556, el Fritz de Suipacha al 400 y en el café Las Delicias en la provincia de Córdoba. Es 1917, Fresedo reemplazó a Arolas; actuaron con buena recepción en el Armenonville y grabaron los tangos "Buenos Aires tenebroso" y "La cumparsita" para Telephone, con la particularidad de que allí Cobián tocó la guitarra en lugar del piano. Cuando Fresedo se separó para actuar por su cuenta, Roccatagliata y Cobián formaron un quinteto con Luis Petrucelli, Agesilao Ferrazzano y un quinto músico.
A mediados de 1920 la discográfica RCA Victor salió a competir con el sello Nacional-Odeon y decidió mejorar la calidad de los registros grabando en la sede de la empresa, en Camden, Nueva Jersey, Estados Unidos, para lo cual contrató por 5000 dólares para cada uno a Roccatagliata, Fresedo y Enrique Delfino. En Camden se les sumaron dos artistas locales, el segundo violinista Alberto Infante Arancibia, un argentino que por ese entonces dirigía la orquesta del cabaré El Chico, sito en Nueva York y que aparece brevemente en dos películas de Gardel, y el chellista Alfred Lennartz, que se dedicaba a la música clásica pero que se adaptó sin problemas al tango. Roccatagliata se desempeñó como director y arreglador no declarado de la Orquesta Típica Victor e hicieron 50 grabaciones más cuatro solos de Delfino y dos de Fresedo. En algunos de los registros, por ejemplo en los tangos "Don Esteban" y "Curupaytí", de Augusto Berto, Roccatagliata luce su notable manejo del arco en los pizzicatos, que con frecuencia los hacía sobre la cuarta cuerda, técnica dificultosa con la que consigue un verdadero fraseo en los bajos, una definición bandoneonística adecuada para el tango.
De vuelta en Buenos Aires, Ferrazzano se agregó al trío y continuaron trabajando juntos; más adelante, Cobián reemplazó a Delfino. Por su parte, Osvaldo Fresedo rearmó su sexteto y comenzó a grabar con Cobián al piano, Roccatagliata y Manlio Francia en los violines, Alberto Rodríguez en bandoneón y Thompson en contrabajo. Los temas iniciales registrados fueron "Snobismo", de Cobián y "Siete pelos", de Fresedo, dedicado al presidente Alvear. En las primeras 20 grabaciones –que incluyeron "Elegante papirusa"- estuvo presente Roccatagliata. A esta altura de su vida su salud estaba muy deteriorada y sus últimas presentaciones fueron en 1924 con Antonio Scatasso, en cuya orquesta también tocaban Bernardo Germino, Luis Bernstein (contrabajo) y Fidel Del Negro, que en esa época compone con Roccatagliata el último tango de este, titulado "La vida".
Tito Roccatagliata falleció en Buenos Aires el 7 de octubre de 1925, a los 34 años. Néstor Pinsón vincula su prematura muerte al deterioro de su salud ocasionado por el consumo de cocaína y el abuso en la ingesta de alcohol.

## Valoración
Al valorar a Roccatagliata no puede dejarse de lado datos objetivos como que actuó junto a figuras fundamentales de la creación del género, como por ejemplo Roberto Firpo y Eduardo Arolas, y que fue seleccionado para integrar la mítica Orquesta Típica Select con la que hizo las primeras grabaciones que fueron el lanzamiento del sello Víctor en el tango. Néstor Pinsón opina:

"No fue un puntal del tango, ni dejó mucha obra, su título más importante es sin duda, Elegante papirusa. Pero las crónicas de su época lo muestran como un eximio violinista".